# Инженерный
Инжене́рный — посёлок в Володарском районе Нижегородской области. Входит в состав городского поселения рабочий посёлок Центральный.

## Общая физико-географическая характеристика
Географическое положение
По автомобильным дорогам расстояние до областного центра города Нижнего Новгорода составляет 79 км, до районного центра города Володарска 28 — км. Абсолютная высота 85 метров над уровнем моря. К северу от посёлка расположено Инженерное озеро. 
Часовой пояс
Инженерный, как и вся Нижегородская область, находится в часовой зоне МСК (московское время). Смещение применяемого времени относительно UTC составляет +3:00.

## Население
| 1999 | 2010 | 2011 | 2012 | 2013 | 2014 | 2016 |
| ---- | ---- | ---- | ---- | ---- | ---- | ---- |
| 300  | ↗332 | →332 | ↘328 | ↘309 | ↘304 | ↘290 |
| 2017 | 2018 | 2019 | 2020 | 2021 |      |      |
| ↘277 | ↘264 | ↘260 | ↘242 | ↗255 |      |      |